# إيمانويل شابرييه
إيمانويل شابرييه (بالفرنسية: Emmanuel Chabrier؛ و. 18 يناير 1841 – ت. 13 سبتمبر 1894) عازف بيانو ومؤلف موسيقي فرنسي واحد من أكثر الموسيقيين الاحرار في عصره درس القانون والموسيقى ولبعض الوقت سعى للعمل في الوظيفتين معا، حيث عمل في وزارة الداخلية الفرنسية من 1861 حتى 1880. كما انجذب للشعر والرسم وتمتع بصداقات وثيقة مع بول فيرلين وإدوارد مانيه. عام 1880 ذهب لميونخ مع هنري دوبراك وفنسنت داندي ليستمع إلى «تريستان وأيزولده» واصبح من اشد المعجبين بفاجنر، العام التالي قرر تكريس نفسه كليا للتاليف. مدى تاثير فاجنر يمكن من التعقيدات الهارمونية وعاطفية أوبرا شابرييه «جويندولين» 1885 التي تبدو في اماكن مثل الترجمة الغالّية لتريستان وايزولده. رغم طموحته العالية كمؤلف درامي مهوبة شابريير الحقيقية موجودة في مكان آخر: كعازف مبتكر وشديد المهارة لديه تلوين اورسترالي لا يضاهى. مقطوعات للباين عشرة أعمال pieces pittoresques 1881 والبوريه الخيالي الذي اثر على رافيل وضمن اعظم مؤلف الأعمال القصيرة الفرنسية بعد شوبان. الرابسودية السيمفونية «إسبانيا» 1883 التي وضعها رافيل بالمقطوعة الأولى من الموسيقى «الحديثة» وعمل fete polonaise فاصل من اوبراle roi malgre luui سنة 1887 ضمن أكثر المقطوعات الاوركسترالية اللامعة التي كتبت في القرن ال19.

## حياته
كان إيمانويل شابرييه جامع مبكر لأعمال مانيه والانطباعيين، ومثلهم ابتعد عن طرق السابقين له في الحال، ربما بشكل محدود أكثر. في أول عمل آلي هام له «عشر مقطوعات تصويرية» رفض المهارة في العزف والأكاديمية لينتج عشرة أعمال صغيرة للبيانو تتميز بالحرية التعبيرية حيث تبدو المقامية المبهمة بتكرار والهارمونيات الملونة بثراء تمهد السبيل لديبوسي. عمله الشهير الرابسودية «أسبانيا» كتبه بعد عامين في استحضار أوركسترالي حيوي بالمثل لأسبانيا وهو بلد عشقه ملئ بالألوان والتنانير الدائرة ووقع الأقدام.
لأول 39 سنة من حياته، كانت صناعة الموسيقى لدى شابرييه خاصة بهاوي موهوب. وفي طفولته غذى موهبته لكن والده البرجوازي أصر على تلقيه تعليم أوسع آملا أن يتخذ مهنة المحاماة مثله. عام 1856 انتقلت الأسرة من بلدها الأم أمبيرت في أوفيرن لباريس، بعد خمس سنوات لاحقا بدأ إيمانويل العمل في وزارة الداخلية. الانتقال إلى باريس على الأقل أحضره في دائرة فنانين ناجحين. كان قريبا بشكل خاص من الشاعر فيرلان، الذي لحن كلماته والرسام مانيه الذي رسم لوحته على الأقل مرتين ومات بين ذراعي شابرييه عام 1883. أبدى أصدقاء شابرييه الإعجاب به لمهارته على آلة البيانو وأحبوه لحس الدعابة لديه: المؤلف داندي اعتاد وصفه بملاك الدعابة. هذه الإمكانية للكوميديا أدت لكتابته عملين أوبريت “النجمة" الذي يضم حبكة معقدة ملحنة لموسيقى لامعة وذكية في حين "تعليم ناقص" يفسده النص الشفوي الذي اقتصر على عرض واحد فقط.
نقطة التحول لمشوار شابرييه الموسيقي – وبمعنى واحد، خطوة خاطئة – جاءت عام 1879 حين غاب عن الوزارة من أجل حضور عرض «تريستان وأيزولده» لفاجنر في ميونيخ. غلبت التجربة على -شابرييه، فترك وظيفته العام التالي من أجل العمل في التأليف بدوام كامل. عمله الذي لا يشبه فاجنر «أسبانيا» حقق له نجاح بين عشية وضحاها لكنه رغب في النجاح كمؤلف أوبرالي. في «جويندولين» كان متحمسا لتريستان لكن العمل فشل في جعله محبوبا لدى الجماهير الفرنسية الأكثر نجاحا كان الأوبرا كوميك «الملك المتخاذل»، حبكتها معقدة يخفف منها الألحان المبتكرة والهارموني غير التقليدي.
السنوات الأخيرة لشابرييه كانت أليمة، كان يشعر بالاكتئاب ويعاني من الصداع الرهيب (على الأرجح بسبب الزهري)، أصبح التأليف الموسيقي أصعب أكثر فأكثر عليه، وعمله الأخير دراما غنائية بأسلوب فاجنر تعرف باسم Briseis ظلت دون إكمالها عند وفاته.

## موسيقاه

### الموسيقى الأوركسترالية
حين زار شابرييه أسبانيا عام 1882 يبدو أنه انبهر بالمثل باشكال النساء الأسبانيات مثلما انبهر بالإيقاعات الراقصة التي دونها في مفكرته. كانت النتيجة «أسبانيا» وهي إهداء موسيقي رائع، اعتبره بولينك في كتابه القصير عن شابرييه «لوحة للموسيقى الأسبانية بقلم متدرب عبقري» – رغم أن العديد من الموسيقيين الأسبان استبعدوا العمل على أنه رؤية سائح عن بلدهم. بالنسبة لمعظم السامعين طاقة العمل هي التي تأسرهم، وهي صفة واضحة بالمثل في عمل «افتتاحية جويندولين» الجزء الوحيد من الأوبرا الذي يعرض بانتظام اليوم. في الواقع، إنتاج شابرييه الأوركسترالي قليل بشكل محبط. أشهر عمل له بعد «أسبانيا» هو «المتتالية الرعوية»، الذي يستحضر الدفء الحسي للوحات مونيه.

### ست مقطوعات تصويرية
كان شابرييه عازف بيانو عبقري وعنيف فكان دائما يكسر أوتار البيانو في حماسه. ونادرا ما تعكس موسيقاه للبيانو هذا الجانب العدواني لديه لكن مثل موسيقاه الأوركسترالية تعبر عن اهتمام أساسي بالصوت واللون. ستة مقطوعات تصويرية عمل حقق له انفراجة – اعتبر بولينك هذه المقطوعات "هامة للموسيقى الفرنسية مثل "مقدمات" ديبوسي” في قدرتها على تحديد مزاج ما أو صورة ما تذكر بمقطوعات شومان القصيرة الشاعرية لكن مع دعابة إضافية. أشهر واحدة في المجموعة هي "السعادة" وهي لحن غنائي مر عذب يقدم إلحاح إضافي نبض ستاكاتو منتظم باليد ليسرى. تقريبا بنفس الجمال "الشجيرات الصغيرة" التي أحبها رافيل كثيرا، هي مقطوعة أخرى تقابل بين حضور اليد اليسرى في لحن مظلم نوعا ما مع النغمة الجميلة لأغاني الأطفال باليد اليمنى. يمكن سماع الجانب العنيف لشابرييه في عزفه على البيانو في "الحصان" يقدم فقرات سريعة مع ميزج يميز شابرييه بين الرقة والاستعراض.

## وصلات خارجية
- إيمانويل شابرييه على موقع IMDb (الإنجليزية)
- إيمانويل شابرييه على موقع الموسوعة البريطانية (الإنجليزية)
- إيمانويل شابرييه على موقع ميوزك برينز (الإنجليزية)
- إيمانويل شابرييه على موقع أول ميوزيك (الإنجليزية)
- إيمانويل شابرييه على موقع ديسكوغز (الإنجليزية)

1. ↑  MusicBrainz (بالإنجليزية), MetaBrainz Foundation, QID:Q14005
2. ↑  NPR Encylopedia of Classical Music
3. 1 2 3  The Rough Guide to Classical Music